# Chris Williams (Amerikaans golfer)
Chris Williams (Moscow, Idaho) is een golfer uit de Verenigde Staten.
Chris Williams is de zoon van Linda en Varnel Williams. Hij heeft twee broers en een ouder zusje. Broer Pete was van 2006-2008 golfprofessional.

## Amateur
Williams heeft al een indrukwekkende amateurscarrière opgebouwd. Hij studeerde sinds 2009 economie aan de Universiteit van Washington en speelde college golf voor de Huskies. Hij begon zijn eerste jaar met een 2de plaats in het PNGA Amateur en bij de Palouse Collegiate. In zijn laatste jaar behaalde hij drie overwinningen en werd hij opgenomen in het Amerikaanse Walker Cup team. In 2011, toen hij het US Open speelde, stond hij nummer 36 op de wereldranglijst

Begin augustus 2012 haalde hij Daan Huizing in en werd hij de beste amateur op de wereldranglijst. Hij werd 8ste bij het 112de US Amateur en won het Western Amateur. Hij won de Mark H. McCormack Award 2012 en kreeg een wildcard voor het US Open van 2013.
Hij speelde de Eisenhower Trophy met Justin Thomas en Steven Fox en werd met -14 individueel tweede.
Chris Williams heeft acht baanrecords op zijn naam staan. In 2014 won hij de Ben Hogan Award.

### Gewonnen
- 2007: Washington Junior Golf Association (WJGA) State Champion, Player of the Year en Junior Golfer of the Year.
- 2008: San Diego Junior Am Champion
- 2010: Battle at the Beach, ASU Thunderbird Invitational, NCAA West Regional
- 2011: The Duck Invitational, Sahalee Amateur Players Championship, Sahalee Players Championship, Pacific Coast Amateur, Western Amateur kwalificatietoernooi
- 2012: Bandon Dunes Championship, Washington State Amateur, Western Amateur, Webb Simpson Junior

### Teams
- Walker Cup: 2011
- Palmer Cup: 2011 (winnaars)
- Eisenhower Trophy: 2012 (winnaars)

## Professional
Williams is nog amateur (juli 2015).